# 안양서여자중학교
안양서여자중학교(安養西女子中學校)는 경기도 안양시 만안구 안양동에 있었던 공립 중학교이다.

## 학교 연혁
- 1979년 1월 30일 : 안양서여자중학교 18학급 인가
- 1979년 3월 1일 : 초대 김시형 교장 취임
- 1979년 3월 3일 : 시업식(신안중학교에서 실시, 관양중학교에서 2학년 272명 이적)
- 1980년 3월 3일 : 안양서여자중학교 신축교사 이전(26학급)
- 1981년 2월 17일 : 제1회 졸업식(275명)
- 2013년 3월 1일 제14대 김승현 교장 부임
- 2015년 2월 13일 제35회 졸업식(82명 졸업, 누계 16,365명)
- 2015년 3월 2일 제37회 입학식(50명)
- 2016년 2월 4일 : 제36회 졸업식 57명(누계 16,421명)
- 2016년 3월 1일 : 제15대 윤승유 교장 부임
- 2016년 3월 2일 : 제38회 입학식(35명)
- 2017년 2월 28일 : 폐교 및 신안중학교와 통합[2], 38년만에 폐업

## 참고 자료
- 안양서여자중학교 - 한국교육학술정보원 학교알리미